# Тверська область
Тверська́ о́бласть (рос. Тверска́я о́бласть) — суб'єкт Російської Федерації, входить до складу Центрального федерального округу. Адміністративний центр — місто Твер. Утворена 29 січня 1935, до 1990 називалася Калінінська область.

## Географія
Тверская область розташована на заході середньої частини Східно-Європейської рівнини. Вона простягнулася на 260 км із півночі на південь і на 450 км із заходу на схід. Межує із Московською, Ярославською, Вологодською, Новгородською, Смоленською й Псковською областями.

### Рельєф
Поверхня в основному рівнинна, на заході — Валдайська височина, на сході Молого-Шекснинська низовина, на крайньому заході — Плоскошська низина, у центрі — Тверська моренна гряда. Верхня крапка — 346 м близько села Починок Фіровського району, нижній рівень — 61 метр — берег річки Кунья на межі з Новгородською областю.

### Корисні копалини
Область бідна корисними копалинами. У надрах області залягають шари бурого вугілля Підмосковного вугільного басейну. Найбільше родовище — Велике Нелідовське, що дало з 1948 по 1996 рік близько 21 млн т твердого палива.
На рівнинних ділянках широко поширені потужні торф'яні поклади загальним обсягом в 15,4 млрд м³. Промислові запаси торфу становлять 2051 млн т (близько 7 % запасів європейської частини Росії). У промисловому масштабі освоєно 43 родовища торфу загальною площею близько 300 тис. га, основні експлуатовані запаси сконцентровані в п'яти родовищах розташованих у центральній і південної частинах регіону. З 1971 по 1999 роки розроблене більш 44 млн т паливного торфу.
Поширені вапняки, є родовища легкоплавких і вогнетривких глин і кварцового піску, сапропелів, численні підземні прісні й мінеральні водні шари, відкриті джерела (найвідоміша лікувально-столова вода «Кашинська»).

### Клімат
Клімат помірно континентальний. Середня температура січня від —8,5 до —10,5 °С, липня +17…+18 °С. Кількість опадів 550—750 мм на рік.

### Гідрографія
На території області понад 800 рік загальною довжиною близько 17 000 км. Основна річка — Волга (685 км), крім неї особливо значимі: Західна Двіна (262 км), Тверця (188 км), Медведиця (269 км), Молога (280 км) і Межа (259 км). По території області проходить вододіл Каспійського й Балтійського морів.
На території регіону 1 769 озер (1,4 % території), у тому числі Селігер (259,7 км²), Верхньоволзькі озера, Велике, Верестово, Пірос і Шліно. Максимальна озерність на заході й північно-заході області. Найглибші озера області — Бросно (41,5 м) і Долосець (41 м).
Основні водосховища: Верхньоволзьке, Іваньковське, Углицьке й Рибінське розташовані на Волзі; Вазузьке й Вишньоволоцьке на малих річках.

### Ґрунти
Ґрунти на території регіону переважно супіщані (а місцями глинисті) дерено-підзолисті, великий масив Оршинського болота (Калінінський район) багатий торф'яно-болотними ґрунтами, що зустрічаються ділянками по всій області. Найродючіші землі перебувають на сході області (Кашинський, Калязинський райони).

### Рослинність
Регіон перебуває в лісовій зоні, у підзоні південної тайги, що переходить у темнохвойні ліси на північному заході й масиви соснових лісів у північній і південно-західній частинах.
Ліси займають 4,5 млн га (близько 2,0 млн га хвойних порід), або 53 % від загальної площі області.
Загальні запаси деревини в регіоні — 658 млн м³. Запаси спілого лісу оцінюються в 147,8 млн м³, включаючи ресурси, призначені для експлуатації, — близько 100 млн м³. Розрахункова лісосіка встановлено в обсязі 6,2 млн м³/рік, обсяг лісозаготівель становить близько 34 % лісосіки (2003).
Болота займають близько 7 % від загальної площі області.

### Охорона природи
Найбільший природоохоронний об'єкт — Центрально-лісовий біосферний заповідник на території Нелідовського й Андрєапольського районів, площею 46 061 га.
Діють: Завидовський науково-дослідний заповідник, 202 заказника (у тому числі 168 охоронюваних боліт), 252 пам'ятки природи (включаючи 78 стародавніх парків), 35 лісових комплексів, опікують 18 озер та інші одиничні об'єкти. У Державному природному комплексі «Завидово» перебуває резиденція Президента РФ.

### Екологія
Центрами забруднення є міста з хімічною промисловістю: Торжок і Нелідово. На території військової частини в селищі Мігалово розміщені радіоактивні відходи.

## Історія
Місто Твер засноване XII-XIII ст. Спочатку місто існувало як центр удільного князівства Північно-Східної Русі-України, потім стало столицею Великого князівства Тверського. У 1327 році за допомогою московитів і монголів було придушене Тверське повстання. Після окупації Твері й околиць в 1485 році Московським князівством вся територія князівства відійшла під владу московитів, хоча у XVI-XVII ст. міста Торопець та Білий залишалися у складі Великого князівства Литовського. У XVIII столітті Твер стала центром Тверської провінції спочатку Інгерманландської, з 1710 Санкт-Петербурзької, а з 1727 Новгородської губерній. У 1775 році було утворено Тверське намісництво, в 1796 році – Тверська губернія.
Після ліквідації губерній 14 січня 1929 року Твер стала центром округу Центрально-Промислової області (з червня 1929 – Московська область). 20 листопада 1931 року Твер була перейменована на місто Калінін (до 1990 року). У 1935 році місто стало обласним центром. На початку Другої світової війни під час окупації Польщі в Твері радянським урядом було розстріляно тисячі польських офіцерів. Під час Німецько-радянської війни з жовтня по грудень 1941 року обласні керівні органи Калініна виїхали до Кашина. 17 липня 1990 року Калінінська область була перейменована на Тверську, хоча остаточне перейменування відбулося 21 квітня 1992 року після змін конституції РРФСР.

## Населення
Населення — 1406,6 тис. осіб (2006) (1675 тис. осіб — 1977). Щільність населення — 16,7 осіб/км² (2006), питома вага міського населення — 73,5 % (2006). До складу області входить 23 міста, 30 селищ міського типу.
| 1897       | 1926       | 1928       | 1959       | 1970       | 1979       | 1987       |
| ---------- | ---------- | ---------- | ---------- | ---------- | ---------- | ---------- |
| 1 769 135  | ↗2 242 350 | ↗2 262 500 | ↘1 806 787 | ↘1 717 237 | ↘1 649 022 | ↗1 651 000 |
| 1989       | 1990       | 1991       | 1992       | 1993       | 1994       | 1995       |
| ↗1 670 117 | ↘1 666 534 | ↘1 662 810 | ↘1 648 880 | ↘1 639 834 | ↘1 627 224 | ↘1 621 424 |
| 1996       | 1997       | 1998       | 1999       | 2000       | 2001       | 2002       |
| ↘1 612 273 | ↘1 599 359 | ↘1 583 755 | ↘1 566 617 | ↘1 543 796 | ↘1 519 569 | ↘1 471 459 |
| 2003       | 2004       | 2005       | 2006       | 2007       | 2008       | 2009       |
| ↘1 465 568 | ↘1 443 682 | ↘1 425 582 | ↘1 406 562 | ↘1 390 444 | ↘1 379 542 | ↘1 369 413 |
| 2010       | 2011       | 2012       | 2013       | 2014       | 2015       | 2016       |
| ↘1 353 392 | ↘1 350 086 | ↘1 342 200 | ↘1 334 061 | ↘1 325 249 | ↘1 315 071 | ↘1 304 744 |
| 2017       |            |            |            |            |            |            |
| ↘1 296 799 |            |            |            |            |            |            |

Більшу частину населення становлять росіяни. У Лихославльському, Бежецькому і деяких інших районах проживає група тверських карел (14,6 тис. осіб).
| Народ                                       | Чисельність, 2002, тис. (* [Архівовано 24 січня 2012 у WebCite]) |
| ------------------------------------------- | ---------------------------------------------------------------- |
| Росіяни                                     | 1361,0 (92,5 %)                                                  |
| Українці                                    | 22,6 (1,53 %)                                                    |
| Карели                                      | 14,6 (1 %)                                                       |
| Білоруси                                    | 8,6                                                              |
| Вірмени                                     | 7,3                                                              |
| Татари                                      | 6,7                                                              |
| Азербайджанці                               | 4,6                                                              |
| Цигани                                      | 4,6                                                              |
| Чуваші                                      | 3,1                                                              |
| Чеченці                                     | 2,7                                                              |
| показані народи з кількістю понад 2000 осіб |                                                                  |

## Адміністративний поділ
Область включає 12 міст обласного підпорядкування і 36 районів.
Міста обласного підпорядкування:
| Назва міста    | Населення тис. осіб (2006) | Населення тис. осіб (2021) |
| Твер           | 405,600                    | 416,219                    |
| Бежецьк        | 26,800                     | 21,466                     |
| Бологе         | 25,300                     | 20,234                     |
| Вишній Волочек | 53,800                     | 45,830                     |
| Кашин          | 16,200                     | 14,113                     |
| Кімри          | 50,500                     | 40,875                     |
| Конаково       | 40,200                     | 33,560                     |
| Нелідово       | 24,300                     | 18,603                     |
| Осташков       | 19,700                     | 16,674                     |
| Ржев           | 61,600                     | 55,757                     |
| Торжок         | 47,800                     | 41,116                     |
| Удомля         | 32,100                     | 25,950                     |

Райони:
| Назва району           | Населення тис. осіб (2006) | Районний центр          | Населення райцентру тис. осіб (2006) |
| Андреапольський район  | 15,0                       | м. Андреаполь           | 9,0                                  |
| Бежецький район        | 12,8                       | м. Бежецьк              |                                      |
| Більський район        | 7,3                        | м. Білий                | 4,0                                  |
| Бологовський район     | 17,1                       | м. Бологе               |                                      |
| Весьєгонський район    | 15,1                       | м. Весьєгонськ          | 8,2                                  |
| Вишньоволоцький район  | 27,2                       | м. Вишній Волочек       |                                      |
| Жарковський район      | 6,9                        | смт Жарковський         | 4,7                                  |
| Західнодвинський район | 17,8                       | м. Західна Двина(місто) | 9,4                                  |
| Зубцовський район      | 18,4                       | м. Зубцов               | 7,2                                  |
| Калінінський район     | 51,4                       | м. Твер                 |                                      |
| Калязінський район     | 22,9                       | м. Калязін              | 14,3                                 |
| Кашинський район       | 12,0                       | м. Кашин                |                                      |
| Кесовогорський район   | 8,7                        | смт. Кесова Гора        | 3,9                                  |
| Кімрський район        | 14,4                       | м. Кімри                |                                      |
| Конаковський район     | 47,5                       | м. Конаково             |                                      |
| Краснохолмський район  | 13,5                       | м. Красний Холм         | 6,1                                  |
| Кувшиновський район    | 16,6                       | м. Кувшиново            | 10,6                                 |
| Лісний район           | 6,2                        | с. Лісне                | 2,0                                  |
| Лихославльський район  | 28,4                       | м. Лихославль           | 12,1                                 |
| Максатихинський район  | 19,6                       | смт Максатиха           | 9,7                                  |
| Молоковський район     | 6,2                        | смт Молоково            | 2,4                                  |
| Нелідовський район     | 8,5                        | м. Нелідово             |                                      |
| Оленінський район      | 13,9                       | смт Оленіно             | 5,1                                  |
| Осташковський район    | 6,8                        | м. Осташков             |                                      |
| Пеновський район       | 7,9                        | смт Пено                | 4,6                                  |
| Рамешковський район    | 15,8                       | смт Рамешки             | 4,3                                  |
| Ржевський район        | 13,3                       | м. Ржев                 |                                      |
| Сандовський район      | 8,3                        | смт Сандово             | 3,7                                  |
| Селіжаровський район   | 14,4                       | смт Селіжарово          | 7,2                                  |
| Сонковський район      | 9,7                        | смт Сонково             | 4,3                                  |
| Спіровський район      | 13,2                       | смт Спірово             | 6,7                                  |
| Старицький район       | 25,5                       | м. Стариця              | 9,2                                  |
| Торжоцький район       | 23,2                       | м. Торжок               |                                      |
| Торопецький район      | 23,5                       | м. Торопець             | 14,0                                 |
| Удомельський район     | 9,7                        | м. Удомля               |                                      |
| Фіровський район       | 11,1                       | смт Фірово              | 2,7                                  |

## Економіка
У структурі валового продукту (94,9 млрд руб. 2005) виділяються: обробна промисловість — 22,4 %, виробництво й розподіл електроенергії, газу й води — 7,5 %, оптова й роздрібна торгівля — 16,8 %, транспорт і зв'язок — 13,9 %, будівництво — 9,0 %. На сільське господарство приходиться 8,1 % ВВП.

### Промисловість
Галузі промисловості:
- Машинобудування — екскаватори, пасажирські вагони (Твер), електропоїзда(Торжок), текстильне обладнення, сільськогосподарські машини, гаражне обладнення (Бежецьк), протипожежне обладнення (Торжок), електротехнічні вироби (Кашин), прилади й освітлювальна апаратура (Ржев, Лихославль) і ін
- Харчова — найбільші підприємства — ВАТ «Мелькомбінат» і ВАТ «Волзький пекар» Fazer у Твері
- Деревообробна — фанера, дерев'яні будівельні деталі (Вишній Волочек, Нелідово, Земці), меблі (Твер, Ржев, Торжок), целюлозно-паперове виробництво (Кувшиново)
- Виробництво будматеріалів
- Скляна (Вишній Волочек, Спірово) і фарфоро-фаянсова (Конаково)
- Текстильна й шкіряно-взуттєва — бавовно-паперова (Вишній Волочек), вовняні (Завидово), шовкові (Твер) і лляні (Осташков) тканини. Частка легкої промисловості у випуску товарної продукції становить 7 %
- Хімічна — хімічне волокно, склопластики, скловолокно, поліграфічні фарби
- Поліграфічна

### Енергетика
Електроенергетика стабільно посідає друге місце в структурі промислового виробництва (частка в 2003 р. — 30 %) і, завдяки високої рентабельності, перше місце серед галузей промисловості по внескові у ВВП.
На території області розташовуються найбільші об'єкти електроенергетики — Калінінська АЕС потужністю 3 ГВТ (21,1 млрд кВт•рік в 2006 році) і Конаковська ГРЕС потужністю 2,4 ГВТ (8,1 млрд кВт•рік в 2006 році).
На Калінінський АЕС у цей час діють три енергоблоки потужністю по 1 Гвт. На 2011 рік планується введення в експлуатацію енергоблоку № 4 потужністю 1 Гвт. Калінінська АЕС розташована на півночі Тверської області за 125 км від міста Твер на південному березі озера Удомля. Відстань до Москви — 330 км, до Санкт-Петербурга — 400 км.
Крім двох федеральних діють регіональні Тверські ТЕЦ-1, ТЕЦ-3, ТЕЦ-4, Вишньоволоцька ТЕЦ і тепломережі загальною потужністю: електричної — 275 МВТ, тепловий — 2187 Гкал/година (2006).
Найбільша компанія в сфері паливної промисловості — компанія «Тверторф», поєднує 13 торфовидобувних підприємств, видобуток в 1999 році склав 421 тис. т паливного торфу. Розробка вугілля припинена в середині 1990-х через різке зниження рентабельності. Обсяг випуску продукції паливною промисловістю в 2001 році склав 74,7 млн руб.

### Машинобудування
Частка машинобудування в обсязі товарного виробництва становить 30 %. 

В області розташовані такі великі підприємства:
- ВАТ «Тверський вагонобудівний завод»
- ВАТ «Пожтехника»
- ВАТ «Торжоцький вагонобудівний завод»
- ВАТ «Тверекскаватор»
- Завод «Центросвармаш»

### Транспорт
Через регіон проходить основна залізниця — Октябрська залізниця з одноколійними відгалуженнями на Ржев і Вязьму, Кувшиново й Селіжарово, через Торжок. Менш важливі одноколійні тепловозні Москва — Кашин — Санкт-Петербург і Москва — Рига, а також Ярославль — Бологе — Великі Луки.
Область перетинають дві федеральні автомобільні шляхи: M10 «Скандинавія» і М9 «Балтія». Із внутрішніх автошляхів значимі А-111 Торжок — Осташков і А-112 Твер — Ржев. Довжина шляхів із твердим покриттям — 16 032 км.
Під Твер'ю два цивільні аеропорти: міжнародний UUEM (KLD) «Мігалово» зі злітно-посадочною смугою для вантажної авіації довгої 2500 м; аеропорт місцевих ліній «Змєєво».
Розвинене судноплавство по Волзі, річковий порт «Твер» з вантажним причалом для судів «річка-море» з осіданням до чотирьох метрів.

#### Енерготранспорт
Регіон перетинають два магістральні нафтопроводи: Ярославль — порт Приморськ (Балтійська трубопровідна система) спрямувуючий сировину на експорт і на Кірішський НПЗ, потужність трубопроводу більш 25 млн т/рік; Ярославль — Полоцьк (на Полоцький НПЗ і експорт через порт Вентспілс), потужність більш 20 млн т/рік, але з 2006 року використання гілки різко скорочене до 3 млн т/рік.
Проходять кілька магістральних газопроводів: Нижній Новгород — Санкт-Петербург і Тула — Санкт-Петербург, продовжений до Уренгою «Сяйво Півночі» (Вуктил — Ухта — Торжок і далі на Мінськ), компресорна станція в м. Торжок. На Конаковську ГРЕС природний газ надходить по гілці від зовнішнього московського кільцевого газопроводу.
У проекті експортний продуктопровід Кстовський НПЗ — Ярославський НПЗ — Кірішський НПЗ — порт Приморськ потужністю 8,4 млн т/рік з перекачувальною станцією на території області.
Регіон перетинає магістральна лінія електропередач Москва — Санкт-Петербург, що включає ділянки: «Ленінградська» — 750 кВ і "Опитна " — 750 кВ (найбільша підстанція регіону ПС «Опитна»), з відгалуженнями від Калінінської АЕС: «Бєлозерська» (на Череповець) — 750 кВ і «Владимирська» (на ПС Владимир) — 750 кВ. Від Конаковської ГРЕС прокладені лінії на Москву й через Верхньоволзькі ГЕС на Череповець (500 кВ).
Для внутрішнього споживання передається близько 4,5 млрд кВт•г (2005), а в сусідні регіони за 2006 рік переправлене не менш 30 млрд кВт•г (еквівалентно близько 5 млн т мазуту для типовий ТЕС).

### Сільське господарство
Сільське господарство області спеціалізується на молочно-м'ясному скотарстві й льонарстві. Значно розвинені свинарство й птахівництво. Ведуться посіви жита, вівса, кормових культур; картоплі, овочів.
На початок 2002 року поголів'я худоби — 348,2 тис. голів, з них корів — 174,3 тис., свиней — 127,8 тис., птаха — 3374,5 тис. У 2001 році зроблене: м'яса (жива вага) — 74,8 тис. т, молока — 476,5 тис. т, яєць — 484,5 млн шт.
Загальна площа сільгоспугідь становить 2434,6 тис. га, з них під ріллею більш 60 %. Посівна площа більш 898,9 тис. га (2001), з них під зерновими культурами зайнято 200,3 тис. га, льоном-довгунцем — 22,1 тис. га, картоплею — 49,2 тис. га й овочами — 10,6 тис. га.
У 2001 році зроблене: зерна — 206,4 тис. т, картоплі — 604,5 тис. т, льоноволокна — 10,2 тис. т. У 2004 році зроблене продукції на 11 331 млн руб.

## Культура
Тверська земля за всіх часів мала особливу привабливість для творчої інтелігенції Росії. Тут живуть і активно працюють чудові художники, чиї роботи із задоволенням купують музеї й приватні колекціонери по усьому світу, кипить театральне життя.
У Тверську обласну філармонію на традиційний Баховський фестиваль і фестиваль «Музична осінь у Твері» приїжджають уже не тільки столичні меломани, але й гості із усього світу. Настільки ж голосним успіхом користується фестиваль «Музичне літо Селігера», що щороку проходить під патронажем великої оперної співачки Ірині Архипової.
Історико-культурну спадщину представляють понад 5 тис. пам'яток археології, майже 2 тис. пам'яток історії та 3 тис. пам'яток архітектури.
Міста Тверской області мають багатовікову історію. Найстарші з них Торжок, Торопець, Бежецьк, Твер нараховують більш восьми століть. З областю зв'язані імена багатьох історичних особистостей, діячів культури й науки.
Природна краса краю, архітектурні ансамблі й пам'ятки старовини, багата подіями історія, відомі імена тверитян залучають численних туристів як з Росії, так і з-за кордону. Широко відомо, наприклад, Пушкінське кільце Верхнєволжя.
В області працює 5 театрів, 39 музеїв, більш 2 тисяч клубних установ і кіноустановок, понад тисяча бібліотек.

## Релігія
Основна релігія — православне християнство. В області безліч діючих монастирів, храмів і каплиць, основна регулююча структура — Тверська й Кашинська єпархія Російської Православної Церкви. Серед безлічі монастирів можна виділити Ніло- Столобенську пустель і Житній Смоленський чоловічий монастир.
Католицька церква представлена єдиним в області приходом тверського храму Перетворення Господня, що ставиться до Архієпархії Матері Божиєй, Найбільший прихід мусульманської громади регіону — Тверська соборна мечеть.

## Влада
18 грудня 2005 відбулися вибори в обласні законодавчі збори. 17 місць розподілялися по партійних списках і 16 — по одномандатних округах.
Єдина Росія одержала 33,23 % голосів по партійних списках і 8 з 16 місць по одномандатних округах (усього — 15 з 33 місць).
П'ятивідсотковий бар'єр подолали також:
- КПРФ (14,69 % — 5 місць)
- Родіна (8,95 % — 3 місця)
- Народна воля (7,75 % — 2)
- ЛДПР (7,41 % — 2)
- АПР (5,17 % — 1 місце)
- Незалежні — 5 місць

## Особи, пов'язаі з Тверською областю
- Катерина ІІ, російська імператриця
- Катерина Павлівна (Романова), сестра російського імператора Олександра І
- Львов Микола Олександрович, архітектор
- Россі Карл Іванович, архітектор
- Карамзін Микола Михайлович (1766—1826), російський письменник
- Глібов Ф. І., сенатор, володар роскошної садиби Знаменське-Райок
- Дурново Іван Миколайович (1782—1850), генерал, герой війни 1812 р., володар садиби в с. Салтиково
- Шльомін Іван Тимофійович (1898—1969) — генерал-лейтенант Радянської Армії, Герой Радянського Союзу (1945).
- Штубов Валентин Миколайович (1945—2013) області — російський поет